# Oasi di Vulci
L'Oasi di Vulci è un'area naturale protetta a cavallo tra il Lazio e la Toscana, istituita nel 1989.
Occupa una superficie di 174 ha nella provincia di Viterbo (Montalto di Castro e Canino) e nella provincia di Grosseto (Manciano).